# 康佩特和拉莫莱尔
康佩特和拉莫莱尔（法語：Campet-et-Lamolère，法語發音：[kɑ̃pɛt e lamɔlɛʁ]）是法国朗德省的一个市镇，位于该省中东部，省会蒙德马桑西部，属于蒙德马桑区。

## 地理
康佩特和拉莫莱尔（43°55'5"N, 0°36'23"W）面积18.97 平方千米，位于法国新阿基坦大区朗德省，该省份为法国西南部沿海省份，是法國本土面积第二大的省，北起吉倫特省，西临大西洋，南至大西洋比利牛斯省，东临热尔省，东北与洛特-加龍省接壤。
与康佩特和拉莫莱尔接壤的市镇（或旧市镇、城区）包括：蒙德马桑、圣马丹多内、圣佩尔东、圣皮埃尔迪蒙、于沙克和帕朗蒂斯。
康佩特和拉莫莱尔的时区为UTC+01:00、UTC+02:00（夏令时）。

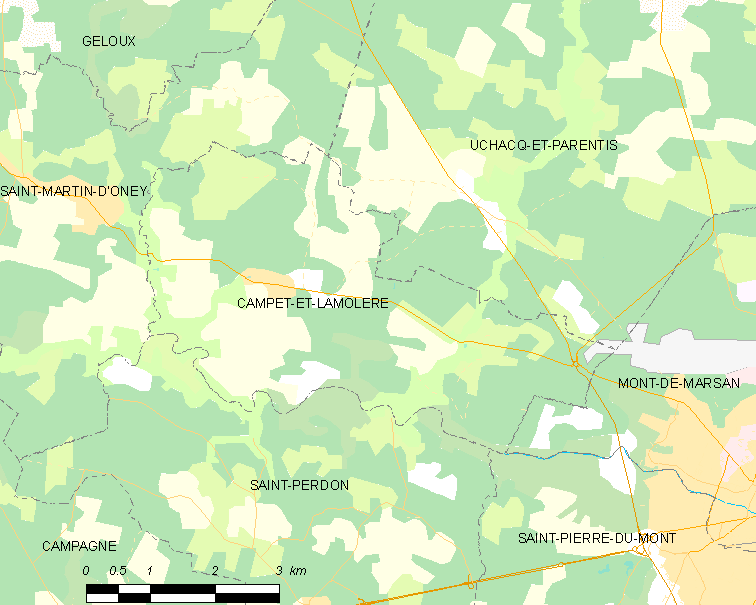
康佩特和拉莫莱尔的OSM定位图

## 行政
康佩特和拉莫莱尔的邮政编码为40090，INSEE市镇编码为40062。

## 政治
康佩特和拉莫莱尔所属的省级选区为蒙德马桑第一县。

## 人口

1962-2008年间康佩特和拉莫莱尔人口变化图示

康佩特和拉莫莱尔于2022年1月1日时的人口数量为518人。

## 交通
朗德省省道D38线经过境内。